# Corrado Pardini

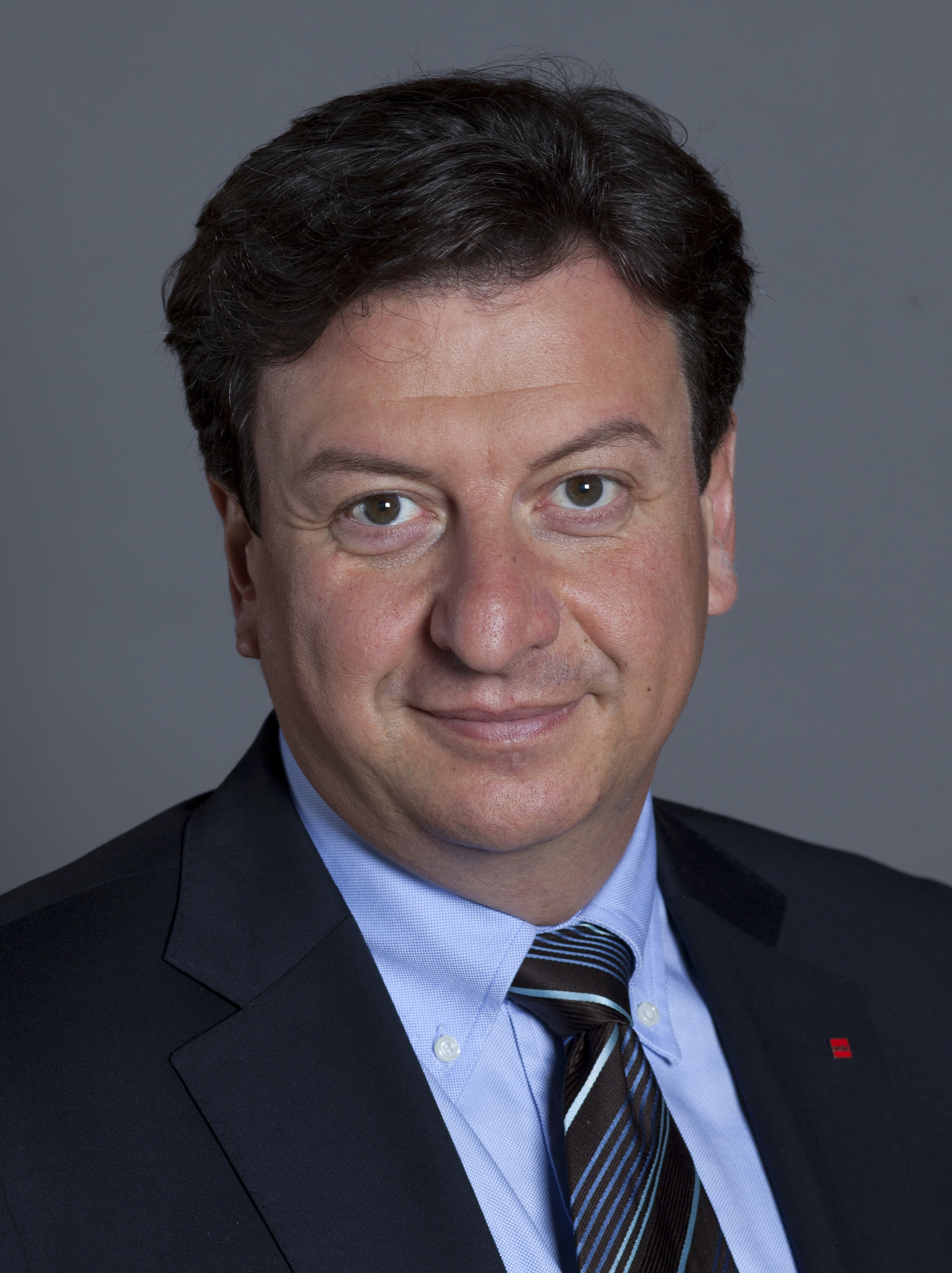
Corrado Pardini (2011)

Corrado Pardini (* 19. Juni 1965 in Bern; heimatberechtigt in Fahrni) ist ein ehemaliger Schweizer Politiker (SP) und Gewerkschafter. Von 2011 bis 2019 war er Nationalrat. Seit 2019 ist er Inhaber der Firma Pardini Consulting GmbH, welche Dienstleistungen im Umfeld von Unternehmen, Verwaltung, Politik und Gesellschaft anbietet. Pardini ist Verwaltungsrat der Schweizerischen Post und der Schweizerischen Unfallversicherungsanstalt (SUVA), Verwaltungsratspräsident der Volkshaus AG Bern und Freienhof Thun AG, Vize-Präsident der Arbeitsmarktkontrolle des Kantons Bern (AMKBE), Mitglied der Tripartiten Kommission des Bundes für Angelegenheiten der Internationalen Arbeitsorganisation (IAO / ILO) und Vorstand von Wirtschaftsbildung.ch.

## Leben
Pardini wuchs in Bern auf. Er absolvierte eine vierjährige Berufslehre als Maschinenschlosser in der Maschinenfabrik Wifag und besuchte danach von 1985 bis 1987 das Wirtschaftsgymnasium in Bern. Er ist schweizerisch-italienischer Doppelbürger.
Pardini wohnt in Lyss. Er ist verheiratet und hat zwei Kinder.

## Consulting
Die Pardini Consulting GmbH mit Sitz in Lyss bietet gemäss Website folgende Dienstleistungen an: 
- Management
- Coaching
- Kommunikation
- Strategie
- Beratung
- Public Affairs
- Referate

## Gewerkschaft
1987 trat Pardini in Lyss als Sekretär in die Gewerkschaft Bau und Industrie (GBI) ein, 1996 wechselte er in gleicher Funktion nach Biel, von wo er bis zu seiner Mitgliedschaft in der nationalen Geschäftsleitung für die gesamte Region Biel-Seeland verantwortlich war. Nach der Fusion der GBI mit den Gewerkschaften SMUV und VHTL war er zuerst Regionalsekretär der neuen Grossgewerkschaft Unia. Berufsbegleitend absolvierte er während zwei Jahren am Verbandsmanagement Institut der Universität Freiburg ein Nachdiplomstudium im Bereich Management in Non-Profit-Organisationen. 2005 übernahm er die Branchenleitung Chemie und Pharma in der Unia. Ab dem Unia-Kongress 2008 war er Mitglied der nationalen Unia-Geschäftsleitung und für den Sektor Industrie verantwortlich. Zum Abschied von der Bieler Unia-Sektion zog Pardini im Buch Gewerkschaft zwischen Anspruch und Alltag zusammen mit anderen Autoren eine Bilanz seiner Arbeit. 2013 war er Verhandlungsführer der Unia bei der Neuaushandlung des Gesamtarbeitsvertrages der Maschinenindustrie (MEM-GAV). Wichtigste Neuerung des GAV ist die Festlegung von Mindestlöhnen. Die Auseinandersetzung ist im Buch Heavy Metall – wie sich eine Gewerkschaft in der Industrie neu erfindet von Oliver Fahrni dokumentiert.
Im Juni 2020 wurde er auf Vorschlag der Gewerkschaft Syndicom in den Verwaltungsrat der Schweizerischen Post gewählt, er trat per Ende Juli aus der Geschäftsleitung sowie allen übrigen Gremien bei der Unia zurück.

## Politik
Pardini war vom 1. Juni 2002 bis zum 15. Dezember 2011 Mitglied des Grossen Rats des Kantons Bern. Ab dem 30. Mai 2011 war er Nationalrat. Er rückte für den zurückgetretenen André Daguet, ebenfalls ein Vertreter der Gewerkschaft Unia, nach. Bei den Wahlen 2011 und 2015 wurde er im Amt bestätigt, bei den Wahlen 2019 wurde er nicht wiedergewählt. Er gehörte der Kommission für Wirtschaft und Abgaben (WAK), der  Kommission für Rechtsfragen (RK) sowie der Kommission für Wissenschaft, Bildung, Kultur (WBK) des Nationalrats an. Schwerpunkte seiner parlamentarischen Arbeit waren die Verschärfung der flankierenden Massnahmen zur Personenfreizügigkeit mit der EU, die Regulierung des Bankensektors und die Sicherung des Labels «Swissness». Er ist ein Verfechter guter bilateraler Beziehungen mit der EU.

## Publikationen
- mit Wolfgang Fritz Haug, Nadine Hostettler, Tobias Kaestli, Oskar Negt, Hans Nyffeler: Gewerkschaft zwischen Anspruch und Alltag. Wie sich die Unia Biel-Seeland für Arbeit in Würde einsetzt. Seismo, Zürich 2009, ISBN 978-3-03777-075-7.